# Хосе Оскар Флорес
Хосе Оскар Флорес (ісп. José Oscar Flores), віломий як Туру Флорес (ісп. Turu Flores, нар. 16 травня 1971, Буенос-Айрес) — аргентинський футболіст, що грав на позиції нападника, зокрема за національну збірну Аргентини. По завершенні ігрової кар'єри — тренер.

## Клубна кар'єра
У дорослому футболі дебютував 1990 року виступами за команду «Велес Сарсфілд», в якій провів шість років, взявши участь у 153 матчах чемпіонату. Більшість часу був основним гравцем атакувальної ланки команди. У складі «Велес Сарсфілда» тричі ставав чемпіоном Аргентини, а розіграші Клаусури 1995 року виборював титул найкращого бомбардира аргентинської першості. Також у цей період своєї кар'єри здобував перемоги у Кубку Лібертадорес та Міжконтинентальному кубку.
1996 року перебрався до Іспанії, уклавши контракт із «Лас-Пальмасом», а за два роки перейшов до «Депортіво» (Ла-Корунья), якому у сезоні 1999/2000 допоміг здобути перемогу в Ла-Лізі. 
Згодом протягом 2001–2004 років грав за «Реал Вальядолід», «Мальорку» та «Сьюдад де Мурсія», хоча більш-менш регулярно отримував ігровий час лише в останньому.
2004 року повернувся на батьківщину, де грав за «Індепендьєнте» та «Атлетіко Альдосіві». 2007 року уклав контракт з норвезьким «Люном», у складі якого, утім, в іграх першості так і не дебютував.

## Виступи за збірну
1994 року провів одну офіційну гру у складі національної збірної Аргентини.

## Кар'єра тренера
Розпочав тренерську кар'єру невдовзі по завершенні кар'єри гравця, 2009 року, увійшовши до тренерського штабу клубу «Велес Сарсфілд». Протягом частини 2014 року був головним тренером його команди.
2015 року тренував команду «Дефенса і Хустісія».

## Титули і досягнення
- Чемпіон Аргентини (3):

«Велес Сарсфілд»: Клаусура 1993, Апертура 1995, Клаусура 1996
- Володар Кубка Лібертадорес (1):

«Велес Сарсфілд»: 1994
- Володар Міжконтинентального кубка (1):

«Велес Сарсфілд»: 1994
- Чемпіон Іспанії (1):

«Депортіво»: 1999-2000
- Володар Суперкубка Іспанії з футболу (1):

«Депортіво»: 2000
- Володар Кубка Іспанії (1):

«Мальорка»: 2002-2003